# Neil Sedaka
Neil Sedaka (New York, 13 marzo 1939) è un cantautore, compositore e produttore discografico statunitense.

## Biografia
È di origini turche, russe e polacche ed è di religione ebraica. Sin dalla più tenera età viene avviato allo studio del pianoforte dal padre.
Frequentando la Abraham Lincoln High School conosce Howard Greenfield con cui forma un duo. Alcuni loro titoli sono: Oh! Carol (dedicata a Carole King) che arriva prima in Italia per 11 settimane ed in Olanda per nove settimane, seconda nelle Fiandre in Belgio e nona in Norvegia, Calendar Girl, King Of Clowns e Breaking Up Is Hard To Do che nel 1962 raggiunge la prima posizione nella Billboard Hot 100 per due settimane.
Il primo vero successo di Neil Sedaka fu The Diary, del 1958, con cui sfondò anche in Italia.
Sedaka è noto in Italia anche per numerosi successi in lingua italiana, per la maggior parte traduzioni di canzoni originariamente in inglese, come: La notte è fatta per amare (Another Day, Another Heartache), La terza luna che nel 1963 arriva prima in classifica (Waiting For Never), Il re dei pagliacci (King of clowns), Un giorno inutile (I Must Be Dreaming), Lettera bruciata, Esagerata (Little Devil), I tuoi capricci (Look Inside Your Heart), Adesso no, Tu non lo sai (versione italiana di Breaking Up Is Hard To Do) con The Cookies.
Nel 1975 il singolo Laughter in the Rain raggiunge la prima posizione nella Billboard Hot 100 e con Bad Blood per tre settimane vincendo il disco d'oro.
Ha fatto anche parte del gruppo The Tokens, che incise The Lion Sleeps Tonight. Ha scritto numerose canzoni per alcuni affermati colleghi, come Connie Francis e Gene Pitney e negli anni del beat, per i The Monkees.

## Vita privata
Sposato dal 1962, ha due figli, Dara, cantante anche lei, e un maschio di nome Marc.

## Discografia (album)
- 1959 - Neil Sedaka (RCA Victor, LSP-2035)
- 1961 - Circulate (RCA Italiana, LPM-2317)
- 1962 - Neil Sedaka Sings His Greatest Hits (RCA Victor, LSP-2627)
- 1963 - Neil Sedaka and The Tokens and The Coins (Crown, CLP 5366)
- 1964 - Neil Sedaka canta en Español (RCA Victor, MKL-1566), pubblicato in Messico
- 1964 - Neil Sedaka (RCA Victor, LPM - 10140)
- 1965 - Neil Sedaka (RCA Victor, ALPM 10160)
- 1966 - My Yiddishe Momme (RCA, L101711), pubblicato in Australia
- 1965 - Neil Sedaka (RCA Victor, LPM 10181)
- 1969 - Workin' On A Groovy Thing (Universal Summit, SRA250.088), pubblicato in Australia
- 1971 - Emergence (Kirshner, KES-111)
- 1972 - Solitaire (RCA Victor, SF 8324)
- 1973 - The Tra-La Days Are Over (MGM Records, 2315 248 L)
- 1974 - Neil Sedaka Live At The Royal Festival Hall (Polydor, 2383 299)
- 1974 - On Stage (RCA, INTS 1486)
- 1974 - Laughter In The Rain (Polydor, 2383 265)

## Filmografia
- Pão de Açúcar, regia di Paul Sylbert (1964)